# Urocolius
Urocolius Bonaparte, 1858 è un genere di uccelli della famiglia dei Coliidae, diffuso in Africa orientale e meridionale.

## Tassonomia
Comprende le seguenti specie:
- Urocolius indicus (Latham, 1790) - uccello topo facciarossa
- Urocolius macrourus (Linnaeus, 1766) - uccello topo nucablu